# Világegyetem

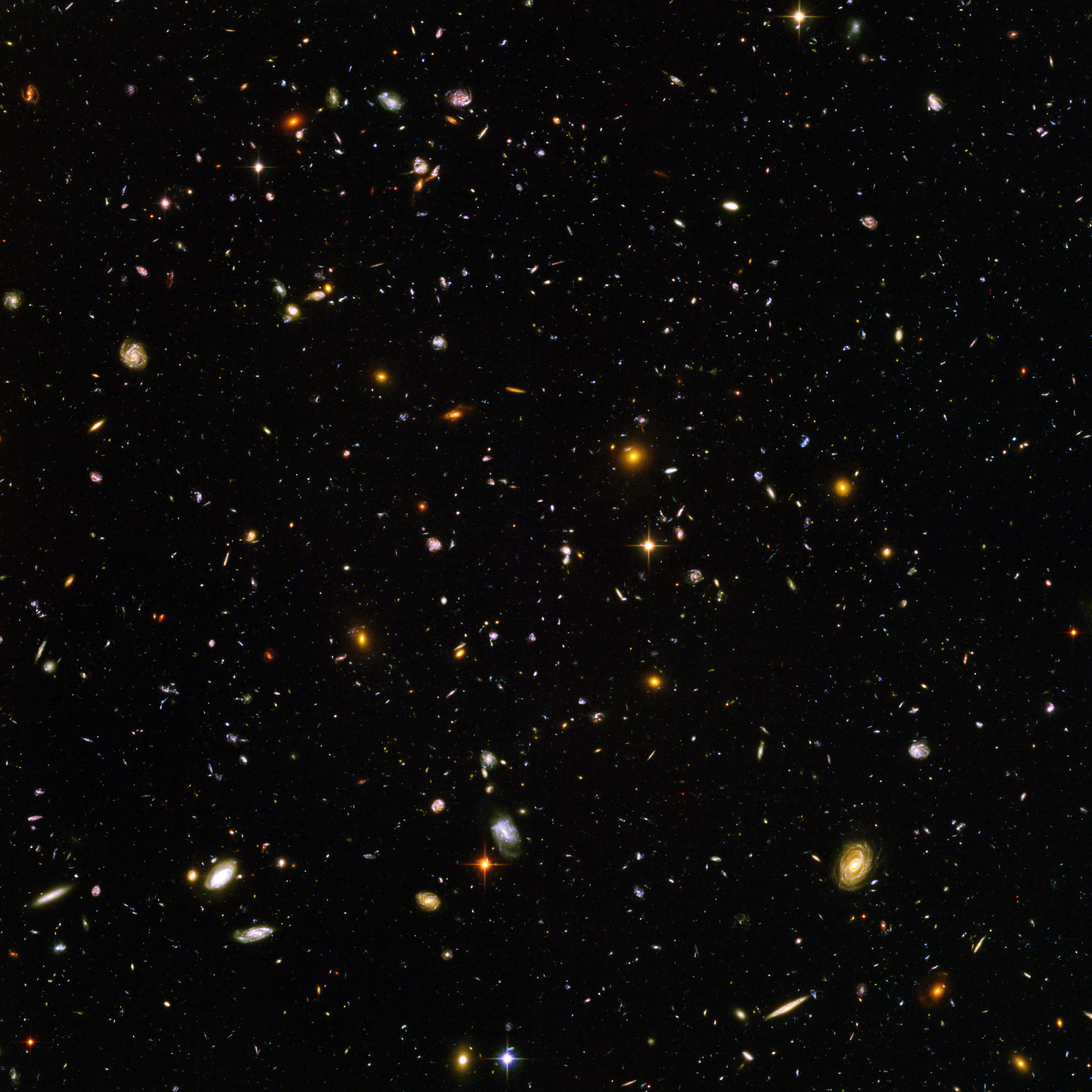
A Hubble űrtávcső felvételén látható legtávolabbi galaxisok fénye kb. 13 milliárd évvel ezelőtt indult el felénk

A világegyetem (latinosan univerzum) csillagászati fogalom, minden létező összességét jelenti.
Jelenlegi ismereteink – a Planck műhold méréseinek 2015-ben közzétett eredményei – szerint a világegyetem kora 13,787 ± 0,20 milliárd év. A 2022-ig ténylegesen megfigyelt legtávolabbi objektum a HD1 galaxis.
A világegyetemben a becslések szerint 100-800 milliárd galaxis található.
Az úgynevezett multiverzum-elméletek szerint több különálló világegyetem létezik, az ilyen elméletekben a „világegyetem” szó tehát nem minden létező összességét jelenti.

## Mérete
Senki sem tudja, hogy mekkora a világegyetem, s függ-e a mérete a benne lévő anyag mennyiségétől. Az anyag maga is egy eléggé meghatározatlan fogalom, s még ma is más-más definíciókkal illetik a tudomány más-más szegmensei. Jelenlegi ismereteink szerint a világegyetem kora 13,8 ± 0,2 milliárd év. Hogy mennyi galaxis, és csillag van ebben a hatalmas térben, melyben élünk, arról nem tudunk semmi biztosat, ugyanis még néhány évvel, évtizeddel ezelőtt sem volt közös egyetértés a kérdésben. Míg az 1970-es évek elején mintegy 30 milliárd galaxist, Fodor Lajos István 1979-ben csupán 10 milliárdot, Hawking 1982-ben már több százmilliárdot, Sagan 1996-ban kereken 100 milliárdot feltételezett. [forrás?]

## Keletkezése

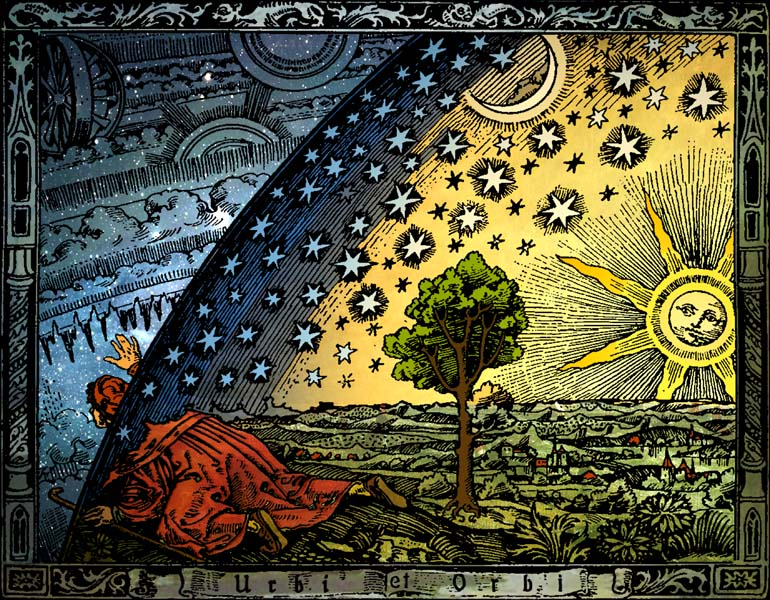
Universum – C. Flammarion fametszete, Párizs 1888., színezés : Heikenwaelder Hugo, Bécs, 1998

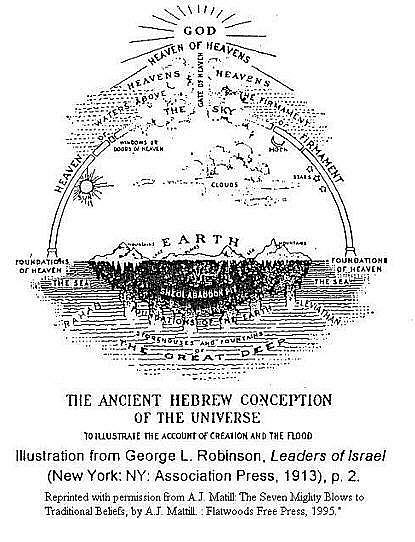
Az univerzum egy ókori zsidó elképzelés szerint

A világegyetem keletkezésének magyarázatára az emberiség fejlődése során több elképzelés született. Az első magyarázatokkal a különböző mítoszok és vallások szolgáltak, kezdetben primitív formában („őstojás”, „ősvíz” stb.), majd a kidolgozott dogmatikus hitrendszerek az istenek, vagy egyetlen Isten általi teremtést (kreacionizmus) fogadták el (lásd még: bibliai teremtéstörténet).
Az egyik első, és már tudóshoz köthető elképzelés Ptolemaiosz nevéhez fűződik, aki a Földet képzelte el a világ középpontjaként. Ez az elképzelés a reneszánsz idejéig tartotta magát.
A minket körülvevő világ megismerésében nagy jelentőséggel bírt a reneszánsz kora, amikor az ókori tudósok egyes sejtéseit is továbbgondolva, kezdtek előtérbe kerülni a tudományos módszerek, elsősorban a megfigyelés és a kísérlet.
A megfigyelésekre és a matematikára támaszkodó újkori fizikának (Isaac Newton), majd a csillagászati megfigyeléseknek (lásd: teleszkóp, Galileo Galilei) köszönhetően a spekulatív elméletek egyre hátrébb szorultak, amint az ismereteink bővültek és pontosabbak lettek.
A 19. század végétől aztán uralkodóvá váltak a tudományos elméletek, amelyek mindig az aktuálisan elért elméleti és műszaki fejlődést tükrözték. Ezek az elméletek bár messze elvonatkoztatnak a konzervatív hitrendszerektől, a megoldatlan kérdések miatt mégis az azt megalkotó tudósok egy része istenhívő maradt.
Ma a legelfogadottabb elmélet szerint a Világegyetem az ősrobbanásban („Nagy Bumm”) keletkezett kb. 13,8 milliárd (± 200 millió) évvel ezelőtt. Utána tágulni kezdett, és ez a tágulás ma is folytatódik, lásd erre bizonyítékként a vöröseltolódást.

## Fejlődése
A „fejlődés” alatt a lényegében a változás fogalmát kell érteni. A keletkezést leíró feltevésekhez hasonlóan a világegyetem fejlődését is több elmélet próbálja magyarázni. Ezek közül a legfontosabbak: a szupergravitáció-elmélet, a szuperhúrelmélet és a membránelmélet (M-elmélet).
Nincs még tisztázva, hogy a tágulás
- a végtelenségig fog-e tartani, vagy
- megáll, és statikus világegyetem alakul ki,[3] vagy
- egy összehúzódási folyamat során – ami ebben az esetben nem feltétlenül az első – elpusztul-e minden („Nagy Reccs”), vagy
- a sötét energia következtében a tágulása oly mértékűre emelkedik, hogy szétszakadnak az atomi kötések („Nagy Sutty” vagy Nagy Szakadás)?

A fejlődés attól függ, hogy mennyi anyag, sötét anyag és sötét energia van a világegyetemben, vagyis ezek együttes gravitációs ereje hogyan befolyásolja a tágulást. Illetve nyitott kérdés az, hogy a világegyetemben a változása során keletkező élő rendszerek és az általuk felhalmozódó megismerés valaha hatással lehet-e magára a változásra.